# Relations entre l'Allemagne et l'Autriche
Les relations entre l'Allemagne et l'Autriche sont les relations bilatérales entre l'Allemagne et l'Autriche, deux États membres de l'Union européenne. Ces relations ont été marquées par les relations des entités ayant précédé chacun de ces deux pays. Ainsi, il a existé, pendant plusieurs siècles, une longue rivalité entre la Prusse et l'Autriche, les deux plus grands États au sein du Saint-Empire romain germanique, pour prendre le contrôle de celui-ci. Si la monarchie autrichienne tend à imposer, de plus en plus souvent, un Habsbourg comme empereur du Saint-Empire, c'est le royaume de Prusse qui parviendra à réaliser l'unité allemande.

## Histoire

### Des territoires en expansion

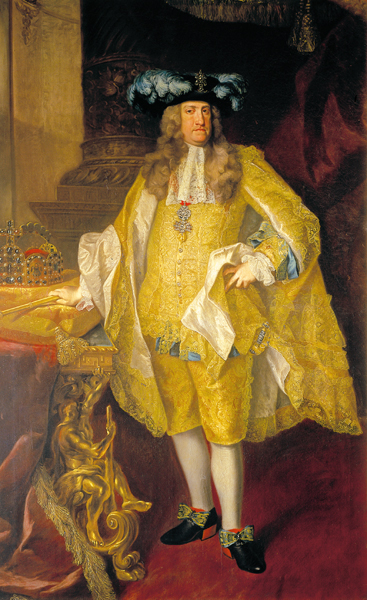
C'est sous Charles VI que le territoire des Habsbourg s'agrandit le plus

À partir de 1740, les deux plus grands complexes territoriaux du Saint Empire — à savoir les possessions héréditaires des Habsbourg et le Brandebourg-Prusse — se détachent de plus en plus de l'Empire. Après sa victoire sur les Turcs, l'Archiduché d'Autriche conquiert de grands territoires en dehors de l'Empire, ce qui a automatiquement repoussé le centre de la politique habsbourgeoise vers le sud-est, ce qui sera surtout visible sous le règne des successeurs de Léopold Ier. Il en va de même pour le Brandebourg-Prusse dont une grande partie du territoire se trouve en dehors de l'Empire. En plus de la rivalité croissante, il existe cependant des changements de pensée.
Si un titre ou une position dans la hiérarchie de l'Empire et dans la noblesse européenne étaient importants pour le prestige d'un souverain avant la Guerre de Trente Ans, cette situation change par après. Seul un titre royal est important au niveau européen. D'autres facteurs entrent à présent également en jeu comme la grandeur du territoire ou la puissance économique et militaire. Désormais le pouvoir qui compte vraiment est celui qui peut être quantifié grâce à ces nouveaux facteurs. D'après les historiens, ceci est une conséquence à long terme de la Guerre de Trente Ans pendant laquelle les titres et les positions juridiques n'ont presque plus joué de rôle, en particulier pour les états impériaux les plus petits. Seuls les impératifs guerriers ont compté.
Le Brandebourg-Prusse et l'Archiduché d'Autriche n'entrent donc plus dans le cadre de l'Empire et cela non seulement du fait de leur grandeur territoriale mais aussi du fait de leur constitutionnalité. Les deux territoires sont devenus des États. Il est par exemple difficile dans le cas de l'Autriche de ne pas la différencier du Saint-Empire. Tous deux ont réformé leurs pays et brisé l'influence des états provinciaux. Les territoires conquis se doivent désormais d'être administrés et protégés de manière judicieuse et une armée doit être financée. Les plus petits territoires restent exclus de ces réformes. Un souverain qui aurait voulu mettre des réformes de cette ampleur en œuvre serait inéluctablement entré en conflit avec les tribunaux impériaux, étant donné que ceux-ci soutenaient les états provinciaux dont les privilèges auraient été attaqués par le souverain en question. En tant que souverain autrichien, l'empereur n'a naturellement pas à craindre le Conseil aulique comme les autres souverains peuvent le craindre puisqu'il le préside. À Berlin, on ne se préoccupe pour ainsi dire pas des institutions impériales. L'application des jugements aurait été effectivement impossible. Ces deux modes de réaction face aux institutions contribuent également à l'isolement par rapport à l'Empire.

### Des territoires en conflit

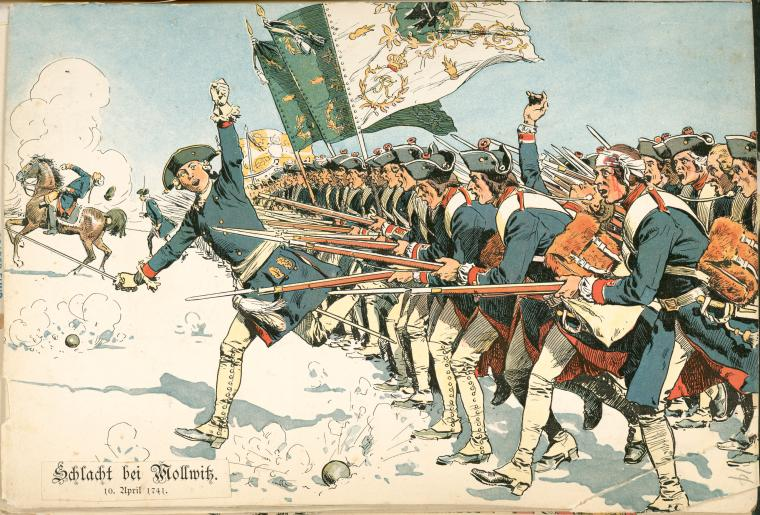
Soldats prussiens à la bataille de Mollwitz lors de la première guerre de Silésie

La rivalité que l'on appelle dualisme austro-prussien donne lieu à plusieurs guerres. La Prusse remporte les deux Guerres de Silésie et obtient la Silésie tandis que la guerre de Succession d'Autriche s'achève en faveur de l'Autriche. C'est Charles VII, membre de la famille des Wittelsbach, qui avec l'appui de la France monte sur le trône après cette guerre de succession en 1742. Toutefois, ce dernier ne parvient pas à s'imposer et à sa mort en 1745, les Habsbourg-Lorraine montent de nouveau sur le trône en la personne de François Ier, l'époux de Marie-Thérèse.
Ces conflits comme la guerre de Sept Ans sont désastreux pour l'Empire. Les Habsbourg, contrariés par l'alliance de nombreux états impériaux avec la Prusse et par l'élection d'un empereur n'étant pas un Habsbourg, misent encore plus qu'avant sur une politique concentrée sur l'Autriche et sa puissance. Les institutions de l'Empire sont devenues les scènes secondaires de la politique de puissance et la constitution de l'Empire est loin d'être en phase avec la réalité. À travers l'instrumentalisation de la Diète d'Empire, la Prusse essaie d'atteindre l'Empire et l'Autriche. L'empereur Joseph II se retire alors presque entièrement de la politique impériale. Joseph II avait essayé de mettre en place une réforme des institutions de l'Empire, en particulier de la Chambre impériale de justice, mais il rencontre vite la résistance des états impériaux qui se détachent de l'Empire. En faisant cela, ils empêchent la Chambre de s'immiscer dans leurs affaires intérieures. Joseph II abandonne.

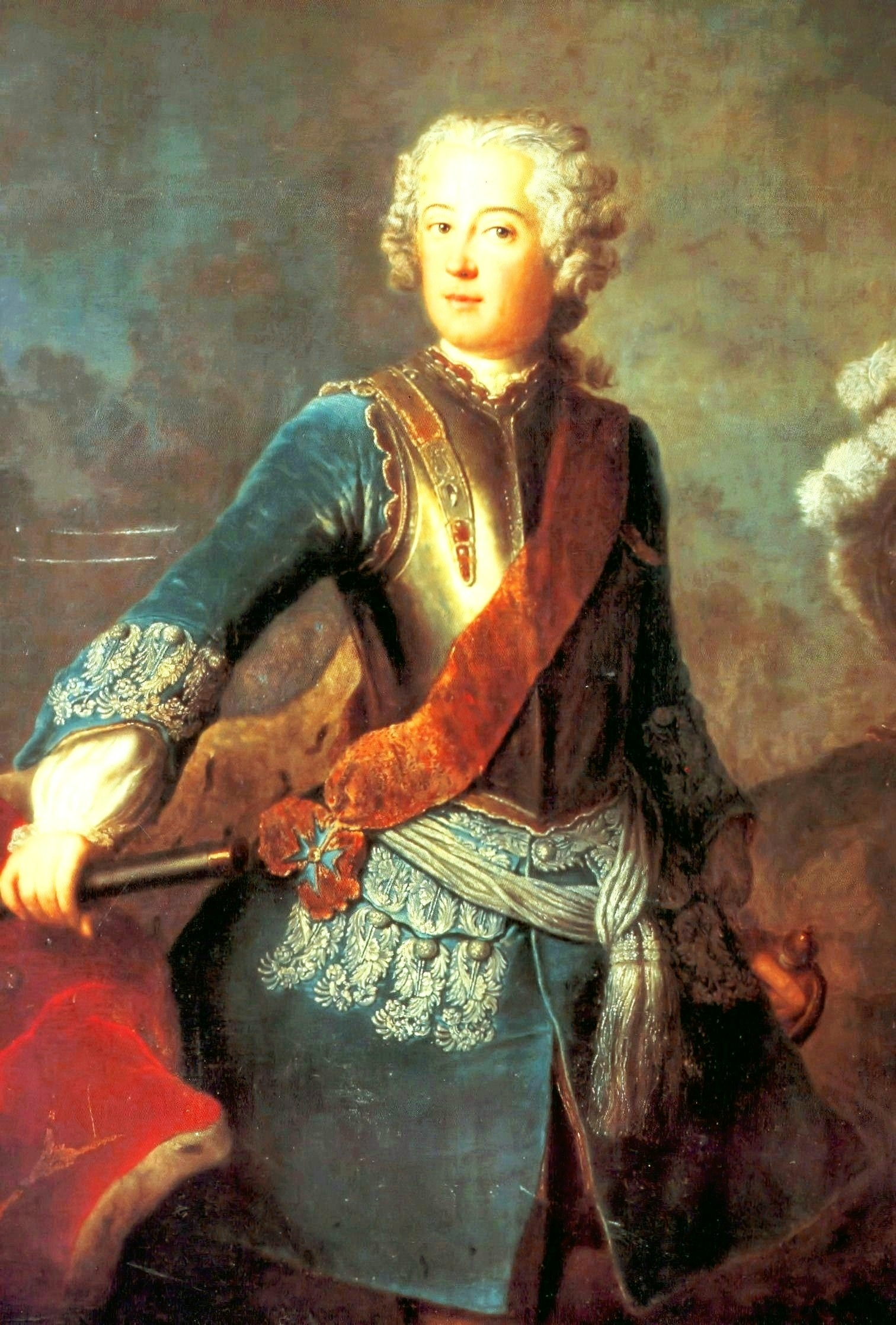
Frédéric II de Prusse

La politique de Joseph II, centrée sur l'Autriche pendant la Guerre de Succession de Bavière en 1778 et 1779, et la solution de paix de Teschen, lancée sur l'initiative des puissances étrangères comme la Russie, se révèlent désastreuses pour l'Empire. En effet, lorsque la lignée bavaroise des Wittelsbach s'éteint en 1777, Joseph voit la possibilité d'incorporer la Bavière aux territoires des Habsbourg et ainsi de renforcer son pouvoir. Sous la pression massive de Vienne, l'héritier de la lignée palatine des Wittelsbach, le prince-électeur Charles Théodore de Bavière, consent à un traité cédant des parties de la Bavière. On suggère alors à Charles Théodore qui avait accepté l'héritage contre son gré l'idée d'un futur échange avec les Pays-Bas autrichiens. Joseph II occupe à la place les territoires bavarois afin de mettre Charles Théodore devant le fait accompli et s'arroge en tant qu'empereur un territoire d'Empire. Frédéric II s'y oppose, passant ainsi pour le protecteur de l'Empire et des petits états impériaux et se hissant ainsi au rang de « contre-empereur ». Les troupes prussiennes et saxonnes marchent sur la Bohême.
Lors du traité de Teschen du 13 mai 1779 préparé par la Russie, l'Autriche reçoit certes l’Innviertel, une région au sud-est de l'Inn, qui lui était promis mais l'empereur fait figure de perdant. Pour la seconde fois depuis 1648, un problème interne à l'Allemagne est réglé grâce à l'aide de puissances extérieures. Ce n'est pas l'empereur qui apporte la paix dans l'Empire mais la Russie qui, parallèlement à son rôle de garante de la paix de Teschen, avait été la garante des traités de Westphalie et était ainsi devenue l'un des protecteurs de la constitution de l'Empire. L'Empire s'était désassemblé de lui-même. Même si Frédéric II fait figure de protecteur de l'Empire, il n'a pas pour projet de le protéger et de le consolider mais au contraire d'affaiblir l'empereur et à travers lui la structure de l'Empire, ce à quoi il parvient. Le concept d'une tierce Allemagne né de la crainte des petits et moyens états impériaux de devenir l'instrument des plus grands échoue à cause de l'éternelle opposition confessionnelle entre les différents états. Quelques années plus tard, Napoléon donne le coup de grâce à un Empire qui ne présente plus de force de résistance.

### Lutte d'influence au sein de la Confédération germanique

Carte de la Confédération germanique en 1820 ; les deux puissances principales, le royaume de Prusse (en bleu) et l'empire d'Autriche (en jaune), n'étaient pas totalement encloses dans les frontières de la Confédération (en rouge).

La confédération a été créée à la suite du congrès de Vienne, le 9 juin 1815, après la chute de Napoléon Ier. À la suite de la répression des Printemps des peuples et à l’effondrement du parlement national de Francfort, Frédéric-Guillaume IV de Prusse propose une union allemande reposant sur un collège des princes dont il assurerait la présidence. Certains États dont l’empire d'Autriche et le royaume de Bavière vont s’y opposer. En mars 1849 se tient la première réunion de l’union allemande. L’ancienne diète de la Confédération germanique, sans les représentants des États  de l’union, sera convoquée par l’Autriche en septembre de la même année.
L’époque est marquée par une tension croissante entre les deux grandes puissances allemandes de l'époque, l'empire d'Autriche et le royaume de Prusse, quant à la domination sur la Confédération. Cette tension mène les deux puissances au bord du conflit, mais la Prusse recule et signe le traité d'Olmütz, en 1850, Frédéric-Guillaume IV de Prusse, malgré les mouvements nationalistes allemands qui le poussent à prendre la tête de l’Allemagne unifiée, y renonce face à l’opposition de l’Autriche. Qualifié de « reculade », ce traité d’Olmutz voit la Prusse renoncer à son rêve d’union nationale et accepter l'hégémonie de l’Autriche au sein de la Confédération germanique et l’abrogation des Libertés fondamentales.
Plusieurs guerres auront lieu entre la Confédération et le Danemark sur la question de la souveraineté des duchés du Slesvig et d’Holstein, qui appartiennent au Danemark mais dont la population est majoritairement composée d’allemands. La Prusse va intervenir en 1848. Des armistices seront finalement signés sous les pressions russes, françaises et britanniques.
Une constitution commune au Danemark et aux duchés du Slesvig et d’Holstein va être adoptée. Une force austro-prussienne va intervenir le premier février 1864. À la suite de leur victoire, les deux puissances ne vont pas se mettre d’accord malgré la proposition de Bismarck de mettre le Slesvig sous administration prussienne, l’Holstein sous administration autrichienne. Le Lauenbourg sera incorporé à la Prusse moyennant indemnité à l’Autriche.

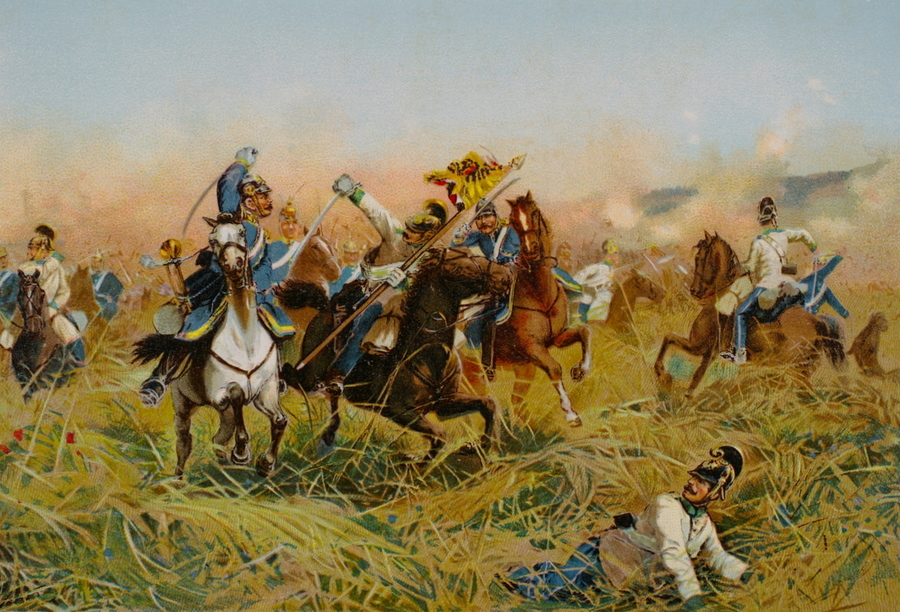
La Guerre austro-prussienne de 1867.

Les Prussiens n’abandonnent pas pour autant leur projet d’union nationale centrée autour de la Prusse. De nombreux nationalistes allemands estiment que seule la Prusse, le plus grand et le plus puissant État de la Confédération, pourra réaliser l’unité allemande : l’Autriche, perçue comme nettement plus conservatrice, ne faisait, en plus, pas partie du Zollverein et seule sa partie allemande faisant partie de la Confédération germanique.
Grâce à la puissance du militarisme prussien et au génie diplomatique de Bismarck, la Prusse finira par réaliser l’unité allemande. Bismarck était convaincu que l’unité nationale devait se faire en excluant l’Autriche de son projet. Il fit tout pour exclure l’Autriche sur le plan international. Après s’être assuré de la neutralité de la France et du soutien passif de la Russie, Bismarck accumule les provocations pour pousser l’Autriche à la guerre. Presque tous les États se rangent aux côtés de l’Autriche, seuls quelques États du nord de l’Allemagne s’allient à la Prusse, mais les Autrichiens sont écrasés par l’armée prussienne à la bataille de Sadowa. L’Autriche accepte la dissolution de la Confédération germanique et son éviction d’Allemagne. La Prusse obtient sa revanche de l’humiliation d’Olmutz. L’Autriche va laisser à la Prusse les duchés danois et accepter le démantèlement de la Confédération.
L’Union de l’Allemagne du nord sera créée en 1866 et se dotera d’une constitution le 26 juillet 1867.
Défait sur le champ de bataille, l'empire d'Autriche doit aussi céder aux pressions nationalistes internes et devient une double monarchie (impériale et royale) en intégrant la couronne hongroise et devient l'Autriche-Hongrie. La « Double Monarchie » est officialisée en 1867 par le « compromis austro-hongrois ».
De son côté, la Prusse vainc la France lors de la Guerre franco-allemande de 1870 et lui arrache l'Alsace-Lorraine. La Prusse prend la tête de l'Empire allemand qui, humiliation supplémentaire pour les Français, est proclamé dans la Galerie des Glaces du Château de Versailles alors sous occupation.

### Rapprochement de l'Allemagne et de l'Autriche-Hongrie
Bismarck qui craint une France animée d'un désir de revanche dû à la perte de l'Alsace-Lorraine lors de la guerre de 1870 lance en 1879 un rapprochement entre l’Allemagne et l’Autriche-Hongrie : la Duplice.  
Assurés du soutien de leur allié et de la neutralité britannique, les Allemands isolent diplomatiquement la France qui est invitée à réorienter son énergie sur le plan colonial. De son côté, l'Autriche-Hongrie bénéficie de l'appui allemand dans la partie de bras de fer qu'elle joue avec la Russie dans les Balkans. L'Alliance obligeait aussi l'Autriche-Hongrie à rompre toute relation diplomatique amicale avec la France.
En 1881, les Français prennent pied en Tunisie et étendent leur empire colonial. Cet événement incite alors l'Italie à demander son intégration dans l'association germano-autrichienne (selon le Dilemme de sécurité), et ce malgré les différends qui l'opposent à l'Autriche-Hongrie pour des raisons territoriales. La Triplice ou Triple Alliance est conclue le 20 mai 1882.

### Première Guerre mondiale

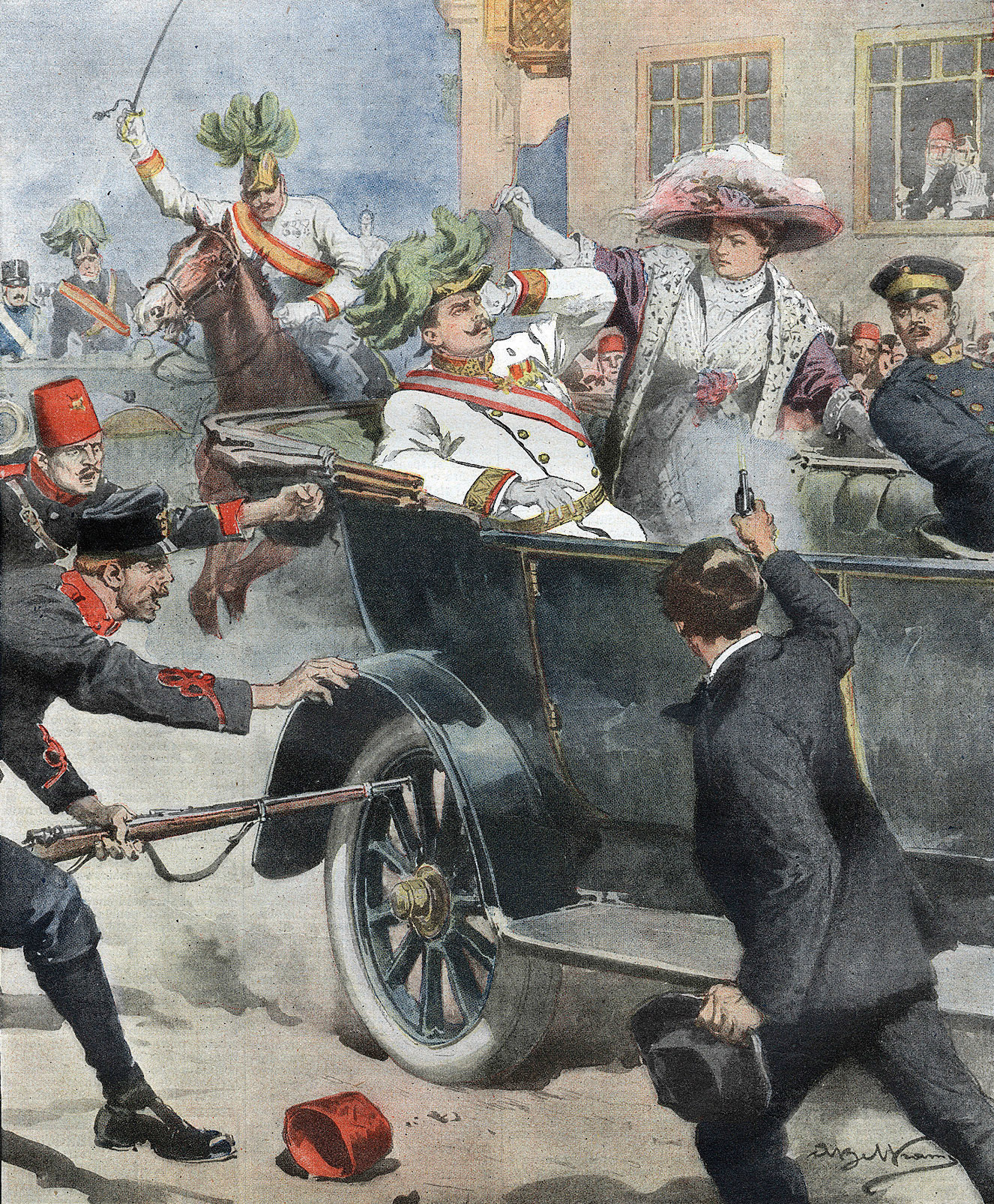
Assassinat du prince-héritier austro-hongrois par un nationaliste serbe en 1914.

Le 28 juin 1914, l'héritier au trône impérial, l'archiduc François-Ferdinand et sa femme sont assassinés à Sarajevo par Gavrilo Princip, un nationaliste serbe.
Après avoir envoyé un pseudo-ultimatum à la Serbie et s'être assurée du soutien total de l'Empire allemand, le vieil (83 ans) empereur François-Joseph Ier déclare la guerre à la Serbie le 28 juillet. En moins d'une semaine, le conflit se transforme en une guerre mondiale.
L'Autriche-Hongrie s'engage dans cette guerre avec morosité, n'éprouvant aucunement le même enthousiasme que connaissent l'Allemagne ou la France au début du conflit. En effet, le pays connaît de nombreux troubles nationalistes et ethniques, ainsi qu'une aspiration républicaine qui se fait de plus en plus importante. Les Hongrois refusent également dans un premier temps de se mobiliser pour l'effort de guerre.
De plus, les fragiles finances de l'Empire empêchent d'entretenir l'effort de guerre, même avec une aide allemande considérable.
Si l'Armée austro-hongroise est considérée comme l'une des principales puissances militaires et si le peuple compte sur une victoire rapide, en réalité l'armée ne dispose que de 1 800 000 hommes pour 52 000 000 habitants. De plus, celle-ci est assez mal équipée et surtout très peu motivée pour un conflit de cette envergure. Son budget militaire, nettement inférieur à celui de la France, de l'Allemagne ou du Royaume-Uni, va vite se révéler responsable des capacités limitées de l'armée.
En 1914, le théâtre d'opération peut se résumer à la Russie et à la Serbie. Le début de la guerre est catastrophique pour l'Autriche-Hongrie. La première grande offensive est russe, avec la prise de la province autrichienne de Galicie. L'Armée impériale et la Landwehr autrichienne ne brillent pas dans les rudes combats des premières semaines, et l'artillerie autrichienne, qui se révèle toutefois supérieure à celle de l'Entente et fait parler sa puissance de feu, ne suffit pas à rétablir la situation. Les forces austro-allemandes arrivent toutefois à défaire les Russes à Tannenberg le 29 août. 
Mais si les Allemands peuvent contenir les Russes, il n'en est pas de même pour les Autrichiens, qui sont à nouveau écrasés lors de la bataille de Lemberg le 11 septembre. Les Russes sont finalement stoppés en novembre, après avoir totalement envahi la Galicie, les Carpates et la Bucovine. Les Autrichiens misent alors tout sur les Balkans : ils veulent en finir rapidement avec la Serbie et le Monténégro pour pouvoir reprendre l'offensive à l'est l'année suivante. Le 24 août, les Autrichiens lancent une offensive à Cer, mais sont ridiculisés une première fois. Une nouvelle offensive le 6 novembre leur permet de prendre la ville de Belgrade, qui sera perdue le 13 décembre après les défaites de Rudnik et des Monts Putnik. Le bilan pour l'année 1914 est alarmant : l'armée autrichienne se révèle bien vite incapable de venir à bout de la modeste mais courageuse armée serbe et ne peut rien contre les Russes sans l'aide allemande. La situation va finalement évoluer grâce à l'intervention de troupes allemandes en Serbie et surtout grâce aux chefs politiques hongrois qui décident de soutenir l’effort de guerre autrichien principalement parce qu’ils craignent qu’une victoire russe n’entraîne la sécession des minorités slaves de Hongrie. Les Hongrois mobilisent alors près de 4 000 000 hommes qui s'incorporent dans la Honved hongroise.
Début 1915, l'Autriche-Hongrie progresse à nouveau face aux troupes russes qui remportent toutefois quelques batailles, mais ne parviennent pas à stopper l'avancée des troupes de la Triple Alliance.
Mais en mai 1915, l'Italie, qui s'était déclarée neutre en 1914, quitte la Triple Alliance et entre en guerre du côté des Alliés. L'armée austro-hongroise, prise à revers, essuie de nombreuses défaites. Le 23 juin, les Italiens lancent une offensive sur l'Isonzo. Mais l'Armée autrichienne se reprend et stoppe l'offensive le 5 juillet. À l'est, celle-ci s'empare également avec l'Allemagne du territoire polonais le 31 août, et bouscule l'armée Russe en Ukraine.
Dans les Balkans, les Serbes sont à bout de souffle : Belgrade tombe le 9 octobre. Le Monténégro est également à genoux et les Italiens voient de leur côté toutes leurs offensives mises en déroute. Les généraux et le peuple reprennent espoir devant l'évolution du conflit.
Début 1916, les Autrichiens repoussent une nouvelle offensive italienne et acceptent la capitulation du Monténégro le 13 janvier. Les Russes sont également incapables de défendre l'immense front de l'Est, ce qui profite évidemment aux forces de la Triple-Alliance.
Mais le 19 avril, les autrichiens perdent le contrôle du col de Di Lana au profit des Italiens.
Une contre-offensive est lancée le 15 mai dans le Sud-Tyrol, mais elle aboutit à un échec. Les Russes en profitent pour lancer à leur tour une large offensive le 5 juin, qui s'avère être là aussi un désastre total.
Une nouvelle offensive italienne le 6 août met à mal les forces autrichiennes et le 17 août, c'est la prise de Gorizia par les Italiens. Ceux-ci continuent à harceler les troupes austro-hongroises, débarquent en Macédoine le 20 août et attaquent Salonique le 22 août.
Pire, la Roumanie rejoint l'Entente et attaque l'Autriche-Hongrie le 27 août.
Les mois qui suivent sont éprouvants pour la Double Monarchie, subissant trois nouvelles offensives italiennes ainsi qu'un assaut britannique dans les Balkans le 5 octobre.

### Entre-deux guerres
Après la défaite des forces des puissances centrales, les Habsbourg furent démis et l'empereur Guillaume II abdiqua en 1918. L'Allemagne et l'Autriche devinrent des républiques et furent sévèrement affectées par le traité de Versailles et du traité de Saint-Germain-en-Laye. L'Autriche perdit plus de 60 % de ses territoires d'avant guerre (principalement ceux peuplés par des peuples non germaniques) au sein de l'éphémère République d'Autriche allemande. La majeure partie de la population dans les deux pays souhaitait l'unification au sein de l'Allemagne (alors République de Weimar) au sein d'une grande nation allemande, mais cela était interdit par le traité de Versailles pour éviter la domination d'un État allemand en Europe centrale.
Le 1er septembre 1920, la République de Weimar et l'Autriche signèrent un accord économique. Cependant, les deux pays connaissaient une crise économique sévère, de l'hyperinflation, le chômage de masse et des émeutes répétées après la guerre. Après l'arrivée au pouvoir d'Adolf Hitler, né autrichien, en Allemagne en 1933, celui-ci exigea le droit à l'Anschluss (l'union) entre l'Autriche et l'Allemagne.

### Anschluss et Seconde Guerre mondiale

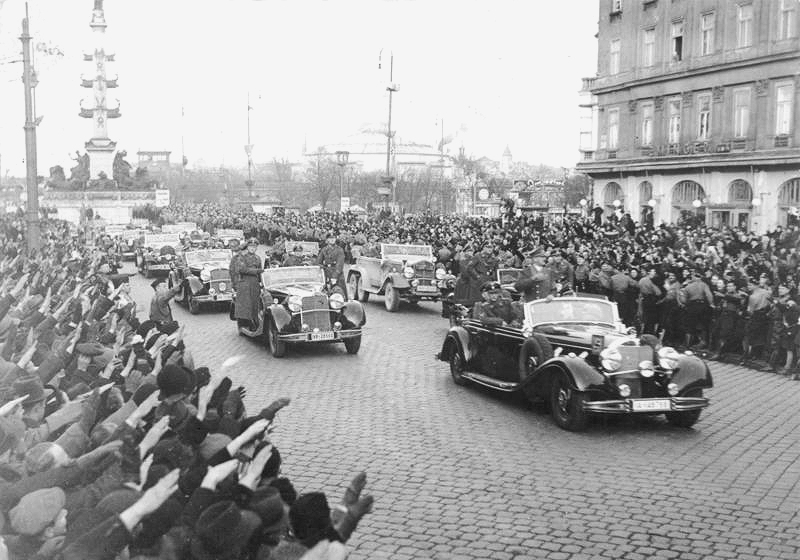
Arrivée d'Hitler à Vienne.

Considérés par les Allemands et les Autrichiens comme un « diktat », les traités de Versailles et de Saint-Germain-en-Laye seront contestés durant toute l'entre-deux-guerres. Après l'arrivée au pouvoir d'Adolf Hitler, l'Allemagne exerce de fortes pressions pour récupérer les territoires qu'elle considère allemands. Entre 1933 et 1938, l'Allemagne remilitarise la Rhénanie, récupère la Sarre, annexe les Sudètes et transforme la Bohême-Moravie en protectorat.
L'Anschluss fut initialement bloqué par le gouvernement italien fasciste de Benito Mussolini qui craignait des revendications ultérieures sur le Sud-Tyrol (gagné par l'Italie en 1919). Mussolini réussit à retarder les agissements d'Hitler envers l'Autriche jusqu'au 11 juillet 1936.
L'attention d'Hitler se tourne ensuite vers l'Autriche où le parti nazi autrichien organise un coup d'État, planifié de longue date, le 11 mars 1938. Le pouvoir ayant été transféré à l’Allemagne, les troupes de la Wehrmacht entrèrent en Autriche pour soutenir l’annexion, sans rencontrer la moindre opposition. Au cours du mois suivant, les nazis organisèrent un plébiscite, demandant au peuple de ratifier le rattachement de l’Autriche au Reich, qui, de facto, avait déjà eu lieu : 99 % des votes furent favorables à l'annexion.
Si les Alliés de la Première Guerre mondiale étaient, en théorie, responsables du respect des termes du traité de Versailles et du traité de Saint-Germain-en-Laye, qui prohibaient une union entre l’Allemagne et l’Autriche, l'Anschluss ne suscita que peu de protestations de la France ou du Royaume-Uni, protestations qui furent d'ailleurs uniquement diplomatiques et n'eurent aucun effet.
Au cours de la même année, l’Allemagne annexa également le territoire de Memel, en Lituanie, ce qui constitua le dernier agrandissement territorial du Troisième Reich sans recours aux armes, avant la crise du Corridor de Dantzig qui déclencha la Seconde Guerre mondiale.

### Retour à l'indépendance de l'Autriche et partition de l'Allemagne: la Guerre froide
Le 15 mai 1955, la République d'Autriche retrouve sa pleine souveraineté en concluant le traité d'État autrichien. L'Anschluss était maintenant interdite au point par l'article 4 sur les plans économique et politique.
Le gouvernement allemand mené par Konrad Adenauer a été critiqué pour la signature de ce traité, notamment pour les questions de neutralité et dû démissionner. Cela a toutefois permis le développement de l'identité autrichienne.

### Fin de la guerre froide et intégration européenne
Pendant la guerre froide, l'interdiction d'Anschluss et la constante neutralité ont été interprétées comme une interdiction d'entrer dans la Communauté économique européenne (qui deviendra en 1993 la Communauté européenne puis en  2009 l'Union européenne).
Cependant cette interprétation a changé et l'Autriche est devenue membre de l'Union européenne en 1995.

### Sanctions des États membres de l'UE (1999)
Après les élections législatives autrichiennes de 1999, en dépit de la victoire du parti SPÖ de centre-gauche, le FPÖ (droite à extrême-droite) et l'ÖVP (centre-droit) parviennent à conclure un accord de gouvernement, formant ainsi la coalition noire-bleue. Cette coalition a entraînée de vives critiques de la part des 14 autres États membres de l'Union européenne.
Cela a conduit à une joute verbale entre Jörg Haider et les politiciens allemands, belges et français. Chacun des 14 autres États membres adopta des mesures bilatérales (et donc non pas au niveau de l'Union européenne), afin de faire pression sur le gouvernement autrichien et pousser à sa démission. Cependant cela ne fonctionna pas, en dépit de tentatives de médiation. Finalement, les sanctions prirent fin après le rapport des « Trois Sages » en septembre 2000. Les relations bilatérales entre l'Allemagne et l'Autriche sont restées tendues jusqu'à la fin de la coalition rouge-verte en Allemagne.

### Crise de la gestion des réfugiés (2015-2016)
Lors de la crise de la gestion migratoire en Europe, résultant d'une hausse des arrivées de demandeurs d'asile venant de Syrie et du manque d'adaptation des mécanismes des États membres pour y faire face, la chancelière allemande Angela Merkel a décidé le 4 septembre 2015, en accord avec les chefs de gouvernement autrichien et hongrois, de permettre l'entrée des réfugiés venant d'Afghanistan et de Syrie en Allemagne en vue de leur enregistrement, en dehors du cadre de l'accord de Dublin. Face à la hausse des arrivées et du fait de la pression populaire, l'Autriche bloqua la route des Balkans ce qui fit l'objet de critiques de la part de Merkel et du gouvernement fédéral allemand.

## Relations économiques
L'Allemagne est le premier partenaire commercial de l'Autriche (avec environ 40 % de ses importations et un tiers de ses exportations). De même, plus de 43 % des investissements directs à l'étranger en Autriche proviennent d'Allemagne. Les entreprises de l'un des deux États sont fortement ancrées dans l'autre.
Le tourisme est également important. Les touristes allemands représentent 40 % des nuitées dans le secteur touristique autrichien.
Dans le même temps, l'Autriche est désormais le sixième partenaire commercial le plus important d'Allemagne, particulièrement avec la Bavière. L'Autriche assure entre autres la couverture de l'approvisionnement énergétique allemand en hiver avec une capacité d'environ 1 000 mégawatts en 2012 dans le cadre de la transition énergétique.

## Coopération culturelle et scientifique

### Culture
De nombreux auteurs autrichiens publient chez des éditeurs allemands. De nombreux journaux autrichiens sont également actifs dans les médias allemands, et vice versa.
Enfin, l'intégration étroite des milieux médiatiques autrichien et allemands et la possibilité de recevoir de nombreuses chaînes de télévision allemandes et autrichiennes dans la télévision par câble signifie que les discussions publiques sur des questions politiques ou sociales se déroulent souvent simultanément dans les deux pays.
De même, les productions cinématographiques et télévisuelles autrichiennes ainsi que les exportations culturelles autrichiennes jouent généralement un rôle de plus en plus important en Allemagne.

### Sciences
Dans le domaine des sciences, la coopération est importante et de nombreux chercheurs autrichiens ou allemands travaillent dans l'autre pays.

### Diasporas
En 2012, il y aurait 210 000 Autrichiens vivant en Allemagne et 213 000 Allemands vivant en Autriche.

## Sources
- (de) Cet article est partiellement ou en totalité issu de l’article de Wikipédia en allemand intitulé « Österreichisch-deutsche Beziehungen nach 1945 » (voir la liste des auteurs).